# スキーフライング世界選手権

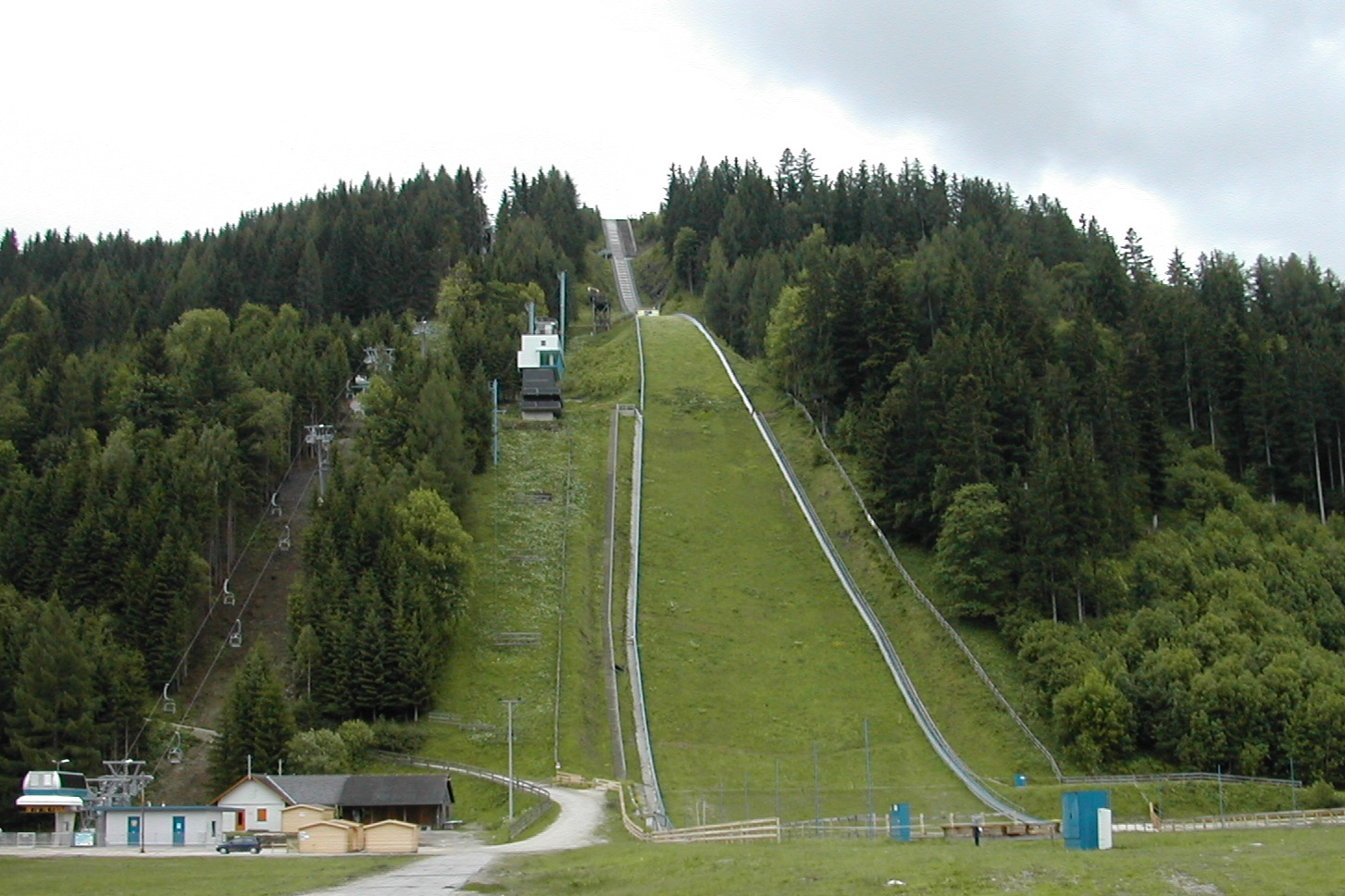
オーストリア・バードミッテルンドルフのクルムジャンプ台

スキーフライング世界選手権は1972年から始まり、2年に一度行われる国際スキー連盟（FIS）が主催するスキーフライングの選手権大会である。
スキーフライング用のジャンプ台は現在世界で五箇所にしかなく、したがってこの五箇所で持ち回り開催されている。
| 所在国       | 所在地                   | ジャンプ台                                     | ヒルサイズ |
| ------------ | ------------------------ | ---------------------------------------------- | ---------- |
| スロベニア   | プラニツァ               | レタウニツァ・ブラトウ・ゴリシェク             | HS240      |
| ドイツ       | オーベルストドルフ       | ハイニ・クロップファー・スキーフライング競技場 | HS235      |
| ノルウェー   | ヴィケルスン             | ヴィケルスンジャンプ競技場                     | HS240      |
| チェコ       | ハラホフ                 | チェルチャーク                                 | HS210      |
| オーストリア | バート・ミッテルンドルフ | クルムジャンプ競技場                           | HS235      |

スキーフライング世界選手権では通常のスキージャンプと異なり、2日間4回の飛躍の合計で順位を決定する。1回目の飛躍に参加できるのは予選を通過した40人で、1回目上位30人のみが2回目以降に参加できる。2004年の選手権からは団体戦も導入されている。
2020年3月に予定されていた選手権は、新型コロナウイルス感染拡大のため翌シーズンにあたる2020年12月に順延された。

## 個人メダリスト
| 開催年 - 開催場所                 | 金                                                | 銀                                              | 銅                                          |
| --------------------------------- | ------------------------------------------------- | ----------------------------------------------- | ------------------------------------------- |
| 1972年 – プラニツァ               | ヴァルター・シュタイナー スイス                   | ハインツ・ウォジピヴォ 東ドイツ                 | イジー・ラシュカ チェコスロバキア           |
| 1973年 – オーベルストドルフ       | ハンス・ゲオルク・アッシェンバッハ 東ドイツ       | ヴァルター・シュタイナー スイス                 | カレル・コデシュカ チェコスロバキア         |
| 1975年 – バート・ミッテルンドルフ | カレル・コデシュカ チェコスロバキア               | ライナー・シュミット 東ドイツ                   | カール・シュナーブル · オーストリア         |
| 1977年 – ヴィケルスン             | ヴァルター・シュタイナー スイス                   | アントン・インナウアー · オーストリア           | ヘンリー・グラス 東ドイツ                   |
| 1979年 – プラニツァ               | アルミン・コグラー · オーストリア                 | アクセル・ジッツマン 東ドイツ                   | ピオトル・フィヤス ポーランド               |
| 1981年 – オーベルストドルフ       | ヤリ・プイッコネン · フィンランド                 | アルミン・コグラー · オーストリア               | トム・レボルスタ · ノルウェー               |
| 1983年 – ハラホフ                 | クラウス・オストヴァルト 東ドイツ                 | パベル・プロッツ チェコスロバキア               | マッチ・ニッカネン · フィンランド           |
| 1985年 – プラニツァ               | マッチ・ニッカネン · フィンランド                 | イェンス・バイスフロク 東ドイツ                 | パベル・プロッツ チェコスロバキア           |
| 1986年 – バート・ミッテルンドルフ | アンドレアス・フェルダー · オーストリア           | フランツ・ノイラントナー · オーストリア         | マッチ・ニッカネン · フィンランド           |
| 1988年 – オーベルストドルフ       | オーレ・グンナル・フィディエステール · ノルウェー | プリモジュ・ウラガ ユーゴスラビア               | マッチ・ニッカネン · フィンランド           |
| 1990年 – ヴィケルスン             | ディーター・トーマ 西ドイツ                       | マッチ・ニッカネン · フィンランド               | イェンス・バイスフロク 東ドイツ             |
| 1992年 – ハラホフ                 | 葛西紀明 日本                                     | アンドレアス・ゴルトベルガー · オーストリア     | ロベルト・チェコン イタリア                 |
| 1994年 – プラニツァ               | ヤロスラフ・サカラ · チェコ                       | エスペン・ブレーデセン · ノルウェー             | ロベルト・チェコン イタリア                 |
| 1996年 – バート・ミッテルンドルフ | アンドレアス・ゴルトベルガー · オーストリア       | ヤンネ・アホネン · フィンランド                 | ウルバン・フランツ スロベニア               |
| 1998年 – オーベルストドルフ       | 船木和喜 日本                                     | スヴェン・ハンナバルト ドイツ                   | ディーター・トーマ ドイツ                   |
| 2000年 – ヴィケルスン             | スヴェン・ハンナバルト ドイツ                     | アンドレアス・ビドヘルツル · オーストリア       | ヤンネ・アホネン · フィンランド             |
| 2002年 – ハラホフ                 | スヴェン・ハンナバルト ドイツ                     | マルティン・シュミット ドイツ                   | マッチ・ハウタマキ · フィンランド           |
| 2004年 – プラニツァ               | ロアル・ヨケルソイ · ノルウェー                   | ヤンネ・アホネン · フィンランド                 | タミ・キウル · フィンランド                 |
| 2006年 – バート・ミッテルンドルフ | ロアル・ヨケルソイ · ノルウェー                   | アンドレアス・ビドヘルツル · オーストリア       | トーマス・モルゲンシュテルン · オーストリア |
| 2008年 – オーベルストドルフ       | グレゴア・シュリーレンツァウアー · オーストリア   | マルティン・コッホ · オーストリア               | ヤンネ・アホネン · フィンランド             |
| 2010年 – プラニツァ               | シモン・アマン スイス                             | グレゴア・シュリーレンツァウアー · オーストリア | アンデシュ・ヤコブセン · ノルウェー         |
| 2012年 - ヴィケルスン             | ロベルト・クラニエッツ スロベニア                 | ルネ・ヴェルタ · ノルウェー                     | マルティン・コッホ · オーストリア           |
| 2014年 - ハラホフ                 | ゼヴェリン・フロイント ドイツ                     | アンデシュ・バーダル · ノルウェー               | ペテル・プレヴツ スロベニア                 |
| 2016年 - バート・ミッテルンドルフ | ペテル・プレヴツ スロベニア                       | ケネト・ガングネス · ノルウェー                 | シュテファン・クラフト · オーストリア       |
| 2018年 - オーベルストドルフ       | ダニエル＝アンドレ・タンデ · ノルウェー           | カミル・ストッフ ポーランド                     | リヒャルト・フライターク ドイツ             |
| 2020年 - プラニツァ               | カール・ガイガー ドイツ                           | ハルヴォル・アイネル・グラネル · ノルウェー     | マルクス・アイゼンビヒラー ドイツ           |
| 2022年 - ヴィケルスン             | マリウス・リンヴィク · ノルウェー                 | ティミ・ザイツ スロベニア                       | シュテファン・クラフト · オーストリア       |
| 2024年 - バート・ミッテルンドルフ | シュテファン・クラフト · オーストリア             | アンドレアス・ヴェリンガー ドイツ               | ティミ・ザイツ スロベニア                   |

### 団体メダリスト
| 開催年 - 開催場所                 | 金 | 銀 | 銅 |
| --------------------------------- | --- | --- | --- |
| 2004年 – プラニツァ               | ノルウェー · ロアル・ヨケルソイ · シグール・ペテルセン · ビョルンアイナル・ロメレン · トミー・インゲブリクトセン                 | フィンランド · タミ・キウル · ベリ＝マッチ・リンドストローム · マッチ・ハウタマキ · ヤンネ・アホネン                 | オーストリア · トーマス・モルゲンシュテルン · アンドレアス・ゴルトベルガー · アンドレアス・ビドヘルツル · ウォルフガング・ロイツル |
| 2006年 – バート・ミッテルンドルフ | ノルウェー · ビョルンアイナル・ロメレン · ラーシュ・ビステル · トミー・インゲブリクトセン · ロアル・ヨケルソイ                   | フィンランド · ヤンネ・ハッポネン · タミ・キウル · マッチ・ハウタマキ · ヤンネ・アホネン                             | ドイツ ミヒャエル・ノイマイアー ゲオルク・シュペート アレクサンダー・ヘル ミヒャエル・ウアマン                                     |
| 2008年 – オーベルストドルフ       | オーストリア · マルティン・コッホ · トーマス・モルゲンシュテルン · アンドレアス・コフラー · グレゴア・シュリーレンツァウアー     | フィンランド · ヤンネ・ハッポネン · ハッリ・オッリ · マッチ・ハウタマキ · ヤンネ・アホネン                           | ノルウェー · ビョルンアイナル・ロメレン · アンデシュ・バーダル · トム・ヒルデ · アンデシュ・ヤコブセン                             |
| 2010年 – プラニツァ               | オーストリア · ウォルフガング・ロイツル · トーマス・モルゲンシュテルン · マルティン・コッホ · グレゴア・シュリーレンツァウアー   | ノルウェー · アンデシュ・ヤコブセン · アンデシュ・バーダル · ヨハン・レメン・エベンセン · ビョルンアイナル・ロメレン | フィンランド · ヤンネ・ハッポネン · オッリ・ムオトカ · マッチ・ハウタマキ · ハッリ・オッリ                                         |
| 2012年 – ヴィケルスン             | オーストリア · トーマス・モルゲンシュテルン · アンドレアス・コフラー · グレゴア・シュリーレンツァウアー · マルティン・コッホ     | ドイツ アンドレアス・ヴァンク リヒャルト・フライターク マクシミリアン・メヒラー ゼヴェリン・フロイント               | スロベニア イェルネイ・ダミヤン ユーリ・テペシュ ユレ・シンコヴェッチ ロベルト・クラニエッツ                                       |
| 2014年 - ハラホフ                 | 強風のため中止 | 強風のため中止 | 強風のため中止 |
| 2016年 - バート・ミッテルンドルフ | ノルウェー · アンデシュ・ファンネメル · ヨハン・アンドレ・フォルファン · ダニエル＝アンドレ・タンデ · ケネト・ガングネス         | ドイツ アンドレアス・ウェリンガー シュテファン・ライエ リヒャルト・フライターク ゼヴェリン・フロイント               | オーストリア · シュテファン・クラフト · マヌエル・ポッピンガー · マヌエル・フェットナー · ミヒャエル・ハイボック                   |
| 2018年 - オーベルストドルフ       | ノルウェー · ロベルト・ヨハンソン · アンドレアス・スティエルネン · ヨハン・アンドレ・フォルファン · ダニエル＝アンドレ・タンデ   | スロベニア イェルネイ・ダミヤン アンジェ・セメニッチ ドメン・プレフツ ペテル・プレフツ                               | ポーランド ピオトル・ジワ ステファン・フラ ダヴィド・クバッキ カミル・ストッフ                                                     |
| 2020年 - プラニツァ               | ノルウェー · ダニエル＝アンドレ・タンデ · ヨハン・アンドレ・フォルファン · ロベルト・ヨハンソン · ハルヴォル・アイネル・グラネル | ドイツ コンスタンティン・シュミット ピウス・パシュケ マルクス・アイゼンビヒラー カール・ガイガー                     | ポーランド ピオトル・ジワ アンジェイ・ステンカワ カミル・ストッフ ダヴィド・クバッキ                                               |
| 2022年 - ヴィケルスン             | スロベニア ドメン・プレヴツ ペテル・プレヴツ ティミ・ザイツ アンジェ・ラニシェク                                                 | ドイツ ゼヴェリン・フロイント アンドレアス・ウェリンガー マルクス・アイゼンビヒラー カール・ガイガー                 | ノルウェー · ヨハン・アンドレ・フォルファン · ダニエル＝アンドレ・タンデ · ハルヴォル・アイネル・グラネル · マリウス・リンヴィク   |
| 2024年 - バート・ミッテルンドルフ | スロベニア ロブロ・コス ドメン・プレブツ ペテル・プレブツ ティミ・ザイツ                                                         | オーストリア · ミヒャエル・ハイボック · マヌエル・フェットナー · ヤン・ヘール · シュテファン・クラフト               | ドイツ ピウス・パシュケ カール・ガイガー シュテファン・ライエ アンドレアス・ヴェリンガー                                           |